# Campus de Sinop da Universidade Federal de Mato Grosso

O Campus Universitário de Sinop, anteriormente denominado como Instituto Universitário do Norte Mato-grossense, é uma estrutura universitária vinculada à Universidade Federal de Mato Grosso no município de Sinop, estado de Mato Grosso. 
As atividades de ensino, pesquisa e extensão estão vinculado aos cursos de graduação e suas habilitações, além de oferecer programas de pós-graduação e núcleos de pesquisas. Em 2014, o número aproximado de alunos matriculados era de 3.000. Segundo o relatório de Gestão 2012-2013, o campus dispõe de 172 professores efetivos e 62 técnicos administrativos. O maior cargo administrativo do campus é um cargo eletivo denominado como Pró-Reitor(a) do Campus de Sinop.

## Histórico
Desde o inicio da década de 1980, poucos anos após a fundação da cidade, população e autoridades locais reivindicam a implantação de um campus no município de Sinop. Apenas em 1992, por meio da Resolução do Conselho Diretor nº 27/1992, a UFMT cria o Instituto Universitário do Norte Matogrossense - IUNMAT.
Em 1993 o IUNMAT, considerado no período de sua criação como um "Campus" avançado da UFMT, teve como sede provisória o colégio CAIC, localizado no setor Oeste de Sinop, e foi implantado com o objetivo de oferecer à região a formação de profissionais voltados para a pesquisa e o magistério, a integração dos conhecimentos de excelência no interior do Estado e a colaboração no desenvolvimento da região. Nesta época o instituto ofereceu diversos cursos modulares de graduação, bacharelado e licenciatura, nos quais alguns cursos são: biologia, matemática, administração, ciência contábeis e educação física.
Apenas em 2005, após assinatura de um convênio entre a UFMT e o Ministério de Educação, no dia 28 de dezembro, o Instituto iniciou a proposta para a construção dos blocos de sala de aula e consolidou, em 2006, como um campus da Universidade Federal de Mato Grosso.
Iniciou os seis novos cursos regulares de graduação em 2006, nos quais eram: agronomia, medicina veterinária, zootecnia, engenharia florestal, enfermagem, licenciatura em ciências da natureza com habilitações em: química, física e matemática, totalizando na época 350 vagas. E inicialmente foram contratados, por concurso, 40 professores e 20 técnicos administrativos.

### Biblioteca

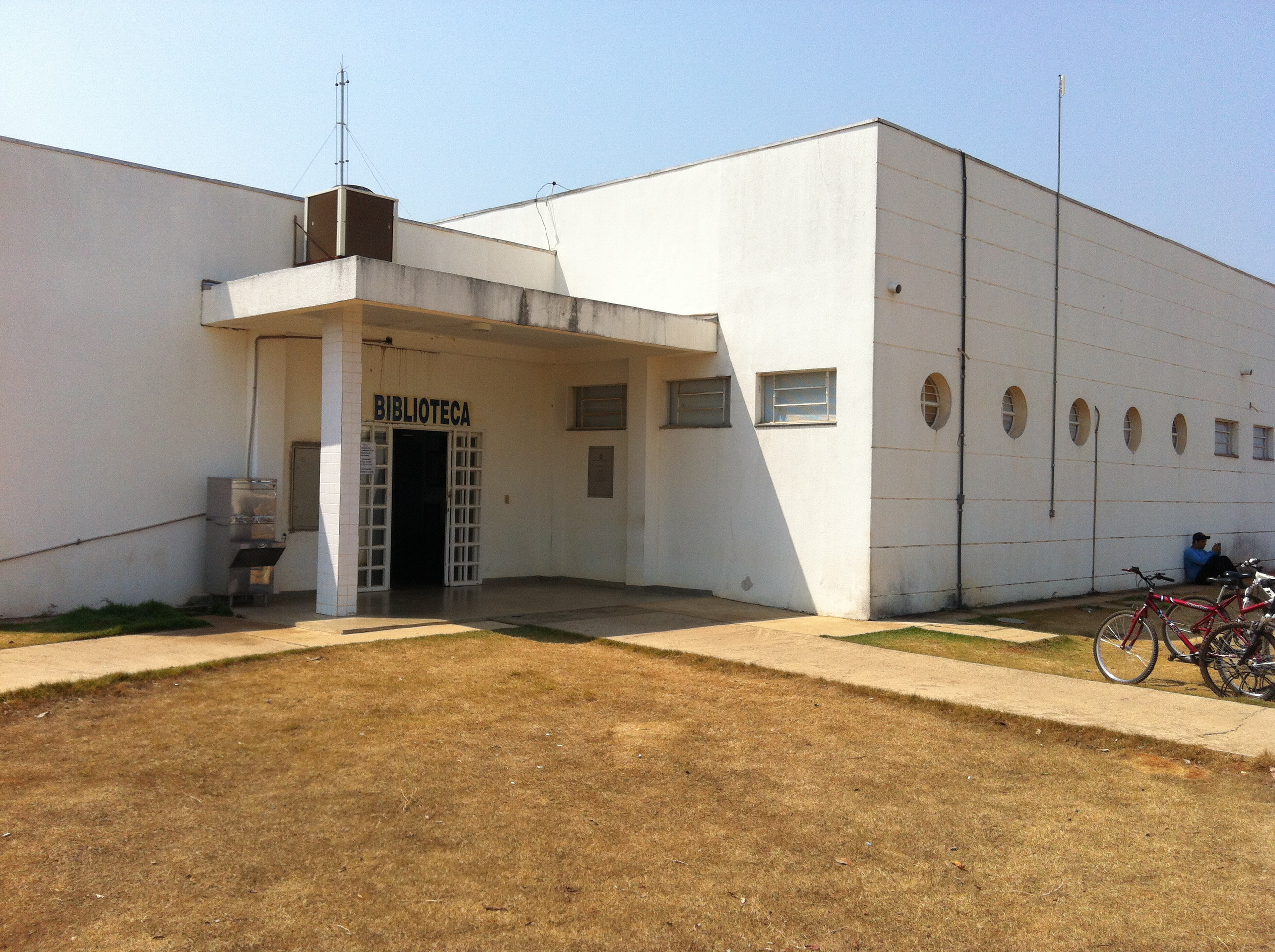
Prédio que abriga o acervo bibliográfico do campus universitário de Sinop - UFMT

Inicialmente, em 2006, a biblioteca do campus funcionava provisoriamente em uma sala adaptada no colégio CAIC. Seu funcionamento provisório se estendeu até o ano de 2010, quando o prédio definitivo foi inaugurado. Transferindo assim os títulos bibliográficos para a estrutura nova.
No ano de 2014, o acervo bibliográfico da biblioteca é de aproximadamente 30 mil títulos, incluindo livros, teses, revistas cientificas, trabalho de cursos, multimídias, entre outros.

### Restaurante Universitário - R.U

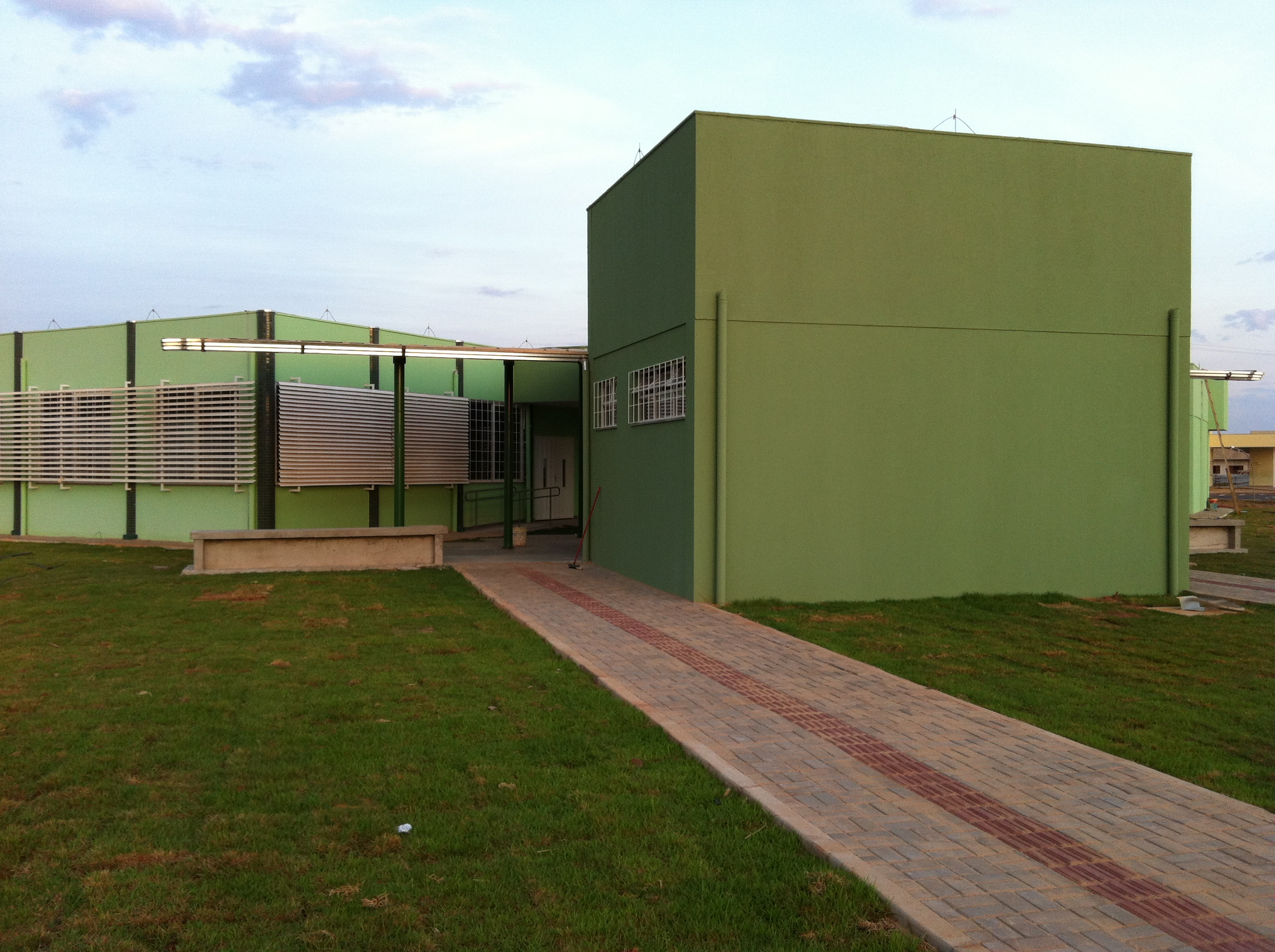
Prédio que abriga o Restaurante Universitário

Licitada em 2011 no valor de aproximadamente 2 milhões de reais, o prédio do R.U tinha previsão para iniciar suas atividades entre o final 2012 e o início de 2013.
Porém, com atraso do início de suas atividades e como era uma proposta da gestão da Reitoria na época, oferecer aos alunos almoço no valor de R$ 1,00, os alunos fizeram uma manifestação pacífica, em outubro do ano de 2012, reivindicando a abertura provisória, no qual, a Reitoria juntamente com a Pró-reitoria do Campus de Sinop, atenderam de forma integral e proporcionaram o início das atividades do R.U. Provisório, cujo espaço foi adaptado em salas de aula do Bloco Acre, enquanto a construção não estivesse concluída.
No ano de 2013 a obra do prédio definitivo do restaurante universitário se concluiu, iniciando o funcionamento de forma definitiva no fim do mesmo ano. Sendo assim, desativada a instalação provisória do Bloco Acre.
Atualmente funciona de acordo com o calendário acadêmico, oferecendo almoço, de segunda a sábado das 11h00 as 13h30 e janta, de segunda a sexta, das 17h30 as 19h00. O valor da refeição para discentes matriculados regularmente é de apenas R$ 1,00.

### Malha Asfáltica
A malha asfáltica do campus de Sinop foi construída através de uma parceria entre a UFMT, Governo do Estado de Mato Grosso e Prefeitura Municipal de Sinop. A obra durou aproximadamente 7 meses e sua conclusão foi no ano de 2010.

### Cantina
Inaugurada no ano de 2011, a Cantina do Campus funciona através de uma empresa que participou de licitação para tal exercício. Aberta em período acadêmico de manha, tarde e noite.

### Guarita

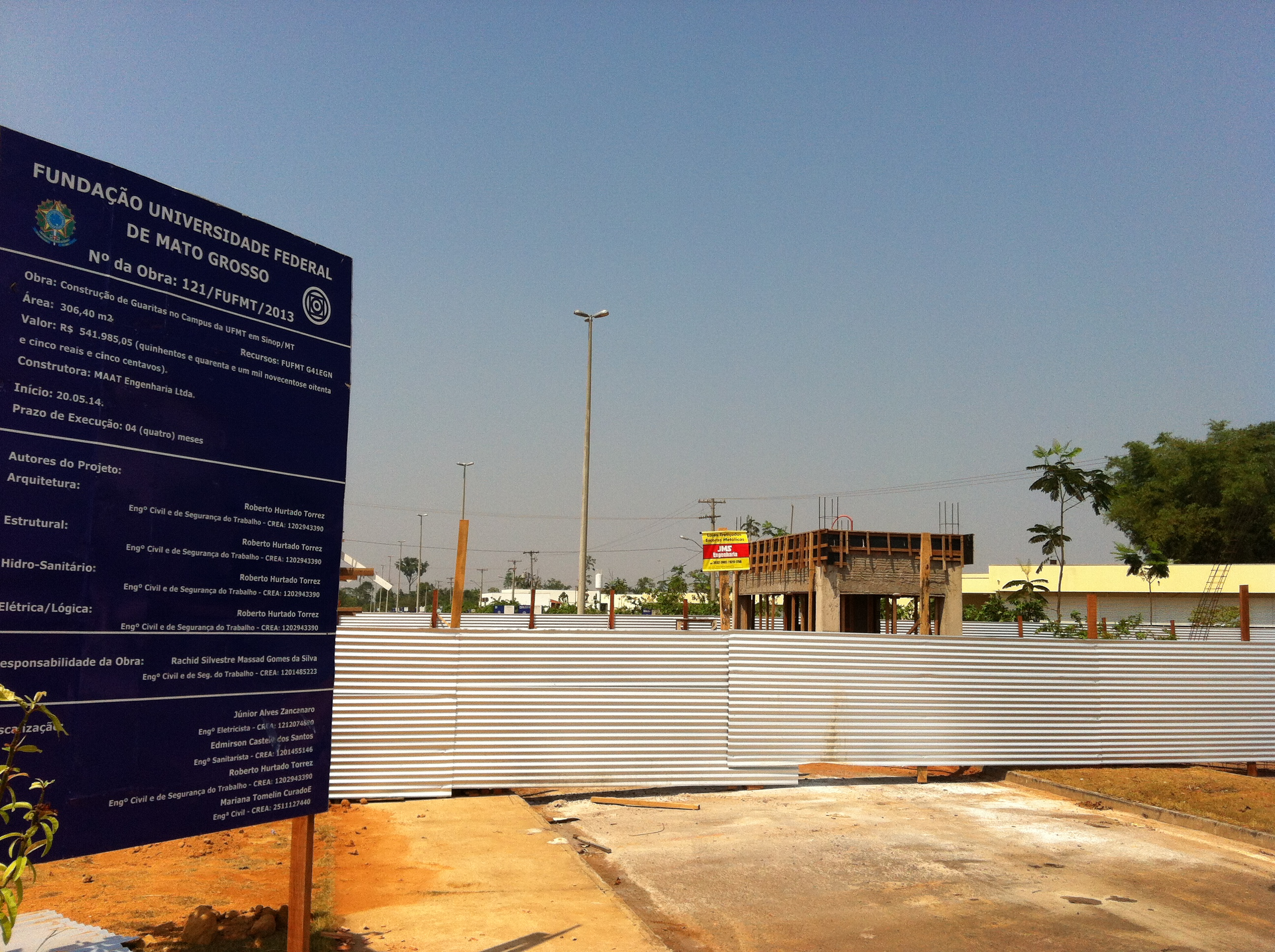
Obra da Guarita orçada em R$541.985,05.

Em maio de 2014 teve início a obra de construção da Guarita do campus Universitário de Sinop, orçada no valor de R$541.985,05, com intuito de proporcionar mais segurança a comunidade acadêmica. O prazo para conclusão da obra é de quatro meses. Como a única via de acesso ao campus foi interditada, foi realizada vias de acesso provisório na rua do Hospital Veterinário.

## Incêndio
Na manhã do dia 04 de setembro do ano de 2013 o laboratório de engenharia florestal do campus foi totalmente consumido por um incêndio. Experimentos que estavam em andamento foram perdidos, bem como móveis e equipamentos. Nesta ocorrência ninguém ficou ferido.
A causa do incêndio foi atribuído ao superaquecimento de uma máquina que faz a secagem de folhas.